# Nico Mannion
Pour les articles homonymes, voir Mannion.
Niccolò "Nico" Mannion, né le 14 mars 2001 à Sienne en Italie, est un joueur américano-italien de basket-ball évoluant au poste de meneur et mesurant 1,88 m.

## Biographie
Nico Mannion est né à Sienne, en Italie, où il a passé sa petite enfance avant que sa famille ne déménage à Salt Lake City, dans l'Utah, pour finalement s'installer à Phoenix, en Arizona. Son père est Pace Mannion (en), joueur américain professionnel de basket-ball qui, après une carrière en NBA, a joué en Italie pour le Pallacanestro Cantù.
Nico Mannion fréquente la Pinnacle High School à Phoenix, où il est l'un des meilleurs meneurs de la classe 2019. Mannion reçoit sa première offre de basket-ball universitaire de Cal State Northridge tandis qu'il est en 8e année. Il est considéré comme le meilleur joueur de la classe de recrutement 2020 par ESPN, Rivals et 247Sports.
À l'été 2018, Mannion est sélectionné pour la première fois en équipe d'Italie et participe aux éliminatoires pour la coupe du monde 2019,.
Il joue au basket-ball universitaire pour les Wildcats de l'Arizona.
Le 7 avril 2020, il se déclare pour la draft 2020 de la NBA pour laquelle il est attendu au premier tour. 
Lors de cette draft, le 18 novembre 2020, il est sélectionné, au second tour, en 48e position par les Warriors de Golden State. Fin novembre, il signe un two-way contract avec les Warriors. Ce contrat le lie principalement aux Warriors de Santa Cruz évoluant en NBA Gatorade League et affiliés aux Warriors de Golden State mais garantit à Nico Mannion de jouer jusqu’à 45 jours avec ces derniers.
Bien qu'ayant grandi aux États-Unis et américain de par son père, Nico Mannion choisit de représenter son pays de naissance, l'Italie, dans les compétitions internationales.
Après une saison avec les Warriors, Mannion rejoint en août 2021, la Virtus Bologne, champion d'Italie afin d'acquérir du temps de jeu et de l'expérience (en particulier à côté de Miloš Teodosić, le meneur de la Virtus).

## Palmarès

### Université
- Pac-12 Freshman of the Week (12/2/2019)
- All-Pac-12 Second Team (2020)
- Pac-12 All-Freshman Team (2020)
- The Wooden Legacy MVP (2020)
- The Wooden Legacy All-Tournament Team (2020)[8]

### Professionnel
- Vainqueur de la Supercoupe d'Italie 2021 avec la Virtus Bologne
- Vainqueur de l'EuroCoupe 2022

## Statistiques

### Universitaires
Les statistiques de Nico Mannion en matchs universitaires sont les suivantes :
| Saison    | Équipe   | Matchs | Titul. | Min./m | % Tir | % 3pts | % LF | Rbds/m. | Pass/m. | Int/m. | Ctr/m. | Pts/m. |
| --------- | -------- | ------ | ------ | ------ | ----- | ------ | ---- | ------- | ------- | ------ | ------ | ------ |
| 2019-2020 | Arizona  | 32     | 32     | 32,3   | 39,2  | 32,7   | 79,7 | 2,5     | 5,3     | 1,2    | 0,0    | 14,0   |
| Carrière  | Carrière | 32     | 32     | 32,3   | 39,2  | 32,7   | 79,7 | 2,5     | 5,3     | 1,2    | 0,0    | 14,0   |

### G League

#### Saison régulière
| Saison    | Équipe     | Matchs | Titul. | Min./m | % Tir | % 3pts | % LF | Rbds/m. | Pass/m. | Int/m. | Ctr/m. | Pts/m. |
| --------- | ---------- | ------ | ------ | ------ | ----- | ------ | ---- | ------- | ------- | ------ | ------ | ------ |
| 2020-2021 | Santa Cruz | 9      | 9      | 33,1   | 40,5  | 36,5   | 77,3 | 3,4     | 6,9     | 1,8    | 0,0    | 19,3   |
| Carrière  | Carrière   | 9      | 9      | 33,1   | 40,5  | 36,5   | 77,3 | 3,4     | 6,9     | 1,8    | 0,0    | 19,3   |

### NBA

#### Saison régulière
| Saison    | Équipe       | Matchs | Titul. | Min./m | % Tir | % 3pts | % LF | Rbds/m. | Pass/m. | Int/m. | Ctr/m. | Pts/m. |
| --------- | ------------ | ------ | ------ | ------ | ----- | ------ | ---- | ------- | ------- | ------ | ------ | ------ |
| 2020-2021 | Golden State | 30     | 1      | 12,1   | 34,2  | 36,7   | 82,2 | 1,5     | 2,3     | 0,5    | 0,0    | 4,1    |
| Carrière  | Carrière     | 30     | 1      | 12,1   | 34,2  | 36,7   | 82,2 | 1,5     | 2,3     | 0,5    | 0,0    | 4,1    |